# Geysir
Geysir (islandski:ˈceːisɪr̥), poznat i kao Veliki Geysir, prvi gejzir opisan u nekom pisanom djelu i prvi poznati gejzir modernim Europljanima. Sam naziv za gejzir proizlazi iz njegovog imena, označavajući izvor vode koja ključa i eruptivno izlazi iz izvora.
Geysir se nalazi u nizini Haukadalur na padinama brda Laugarfjall a u blizini gejzira Strokkur nekih 50 metara južnije.
Erupcije vode na Geysiru ključalu vodu ponekad izbacuje i do 70 metara uvis. Premda erupcije znaju biti poprilično učestale znalo se dogoditi tijekom godina da se povremeno prestanu događati.

## Povijest
Istraživanjem nakupina oko Geysira daje naznake da je gejzir aktivan približno 10,000 godina. Najstarije zabilješke o toplim izvorima vode u nizini Haukadalur datiraju iz davne 1294. godine, kada su potresi izazvali značajne promjene u okolnom krajoliku otvorivši nekoliko novih toplih izvora vode. Promjene u aktivnosti Geysira i okolnih mu gejzira su usko povezani s potresima i seizmičkom aktivnosti područja na kojem se nalazi. Po podacima iz 1630. godine gejziri su na ovom području erumpirali tako snažno da se cijela dolina tresla. Položaj Geysira je prvi put spomenut u pisanom izvoru u 18. stoljeću, opisan kao neobičan fenomen od visokog interesa za društvo, zbog upotrebe geotermalnih izvora kao takvih u cijelom svijetu. .
Godine 1845. u erupcijama doseže visinu vodenog stupa od 170 metara.
Godine 1846. u rezultatima istraživanja Roberta Bunsena objašnjeno je mehanizam aktivnosti gejzira te u svojim mjerenjima navodi za tu godinu prosječnu visinu vodenog stupa erupcije Geysira od 43 do 54 metra. .
Povijest zadnjih stoljeća pokazuje kako potresi izazivaju oživljavanje aktivnosti na Geysiru te njihovo postepeno smirivanje tijekom mirnih razdoblja. Prije 1896., Geysir je gotovo prestao s aktivnošću dok ga je potres te godine ponovno aktivirao da erumpira čak nekoliko puta dnevno s trajanjem blizu sat vremena te sa stupovima vode visokim do 60 metara. Tijekom 1910. godine bio je aktivan svakih 30 minuta, a pet godina kasnije između erupcija je vremenski otklon bio ponekad i po šest sati, da bi 1916. gotovo ugasnuo. 
Godine 1935. iskopan je kanal kroz rub otvora gejzira što je uzrokovalo smanjenje razine vode u grotlu te ga ponovno aktiviralo. Postepeno se taloženjem kanal ponovno začepio te su erupcije ponovno postale rijetke. 1981. godine su kanal ponovno očistili te se erupcije u posebnim prilikama izazivalo uz dodavanje sapuna. Zbog zabrinutosti za utjecaj na okoliš s tom praksom se prestalo tijekom 1990ih. Tek je dopušteno geolozima da se na Islandski nacionalni dan (jednom godišnje) izazove erupcija uz pomoć sapuna. 
2000. godine zbog potresa Geysir je oživio nanovo te erumpirao s velikom snagom koja je digla vodeni stup na 122 metra visine učinivši po mjerenjima ovaj gejzir jednim od najvećih po visini izbacivanja vodenog stupa (rekord drži Waimangu gejzir na Novom Zelandu koji erumpira na visinu do 460 metara).Do srpnja 2003. godine smanjio se intenzitet erumpiranja i učestalost na tri puta dnevno.
Obližnji gejzir Strokkur erumpira puno češće nego Geysir, erumpira do visine 30 metara svakih nekoliko minuta.Aktivnost gejzira Strokkur je također podložna utjecajima potresa, premda u manjem obujmu nego na Veliki Geysir. Zbog toga što češće erumpira, fotografije i video uradci koji su postavljeni online često su krivo imenovane te gejzir Strokkur greškom prikazuju kao Geysir. 
Na ovom području postoji oko tridesetak manjih gejzira i bazena s toplom vodom uključujući i jedan zvan Litli Geysir ('Mali Geysir').
Opisi Velikog Geysira i Strokkur su dio turističkih i putnih brošura za punike namjernike na Islandu od 18. stoljeća na ovamo. Zajedno sa slapovima Þingvellir i Gullfoss dio su Zlatnog prstena (kruga) Islanda čineći najzanimljivije objekte koji se mogu vidjeti obilazeći turističke rute na Islandu.

## Vasništvo nad područjem Geysir
Do 1894. godine područje na kojem se nalazi Geysir je bilo u vlasništvu lokalnog farmera. Te godine je zemljište prodanoo Jamesu Craigu (kasnije lordu Craigavonu), proizvođaču viskija i budućem premijeru Sjeverne Irske. On je prvotno podignuo visoku ogradu oko mjesta gdje se nalaze gejziri te naplaćivao pristojbu posjetiteljima koji su željeli vidjeti gejzire. Sljedeće godine Craig se najvjerojatnije zamoren svojim projektom odlučio darovati zemljište svom prijatelju E. Craigu koji je snizio pristojbu. Iza toga je Craigov nećak Hugh Rogers je naslijedio zemljište te 1935. godine ga prodao filmskom redatelju Sigurðuru Jónassonu  koji je poslije donirao zemljište narodu Islanda.

## Vanjske poveznice
- Informacije i fotografije Geysir i geotermalnog područja
- The geology and history of The Great Geysir Geothermal Area by Dr. Helgi Torfason, Geologist
- Fotorafije:   Arhivirana inačica izvorne stranice od 15. svibnja 2011. (Wayback Machine)
- Video: Iceland Travel Journal by Keith Chan